# Hadji Panglima Tahil
Hadji Panglima Tahil là một đô thị hạng 6 ở tỉnh Sulu, Philippines. Theo điều tra dân số năm 2000, đô thị này có dân số 5.314 người trong 807 hộ.
Cho đến thời điểm năm 2000, đây là đô thị nghèo nhất ở Philippines với tỷ lệ 89,7%.  Lưu trữ ngày 1 tháng 7 năm 2007 tại Wayback Machine

## Các đơn vị hành chính
Hadji Panglima Tahil được chia thành 5 barangay.
- Bangas (Pob.)
- Bubuan
- Kabuukan
- Pag-asinan
- Teomabal